# Abu Yaaqub Yúsuf an-Nasr

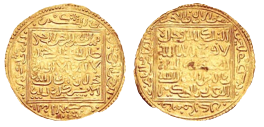
Dinar de oro del sultán meriní Abu Yaaqub Yusuf.

Abu Yaaqub Yúsuf an-Nasr ibn Yaaqub fue un  sultán de Marruecos de la dinastía marínida (1286-1307). Durante su gobierno, en 1290 se acabó la tregua con la Corona de Castilla, reiniciándose la guerra del Estrecho.
| Predecesor: Abu Yúsuf Yaaqub ibn Abd al-Haqq | Sultán Benimerín 1286-1307 | Sucesor: Abu Thábit Ámir |